# Antypodera
Antypodera – krzywa utworzona na podstawie jakiejś krzywej {\displaystyle L} oraz punktu {\displaystyle P} (zwanego spodkiem podery).
Antypoderą krzywej {\displaystyle L} jest krzywa {\displaystyle K} taka, że poderą krzywej {\displaystyle K} względem punktu {\displaystyle P} jest krzywa {\displaystyle L.}